# Akondriti
Akondriti su vrsta kamenih meteorita.
Za razliku od vrlo starih kondrita, akondriti su izmijenjeni zbog djelovanja velikih temperatura ili udarca i mnogo su rjeđi od kondrita.
Vrlo su slični zemaljskom izgorenom kamenju, pa ih je vrlo teško pronaći, osim ako ste vidjeli meteor pri padu. Smatra se da su nastali u korama diferenciranih tijela. 
Podjela: 
1. Obični akondriti
  - HED grupa
  - SCN grupa
  - Aubriti
  - Ureileiti
2. Primitivni akondriti
  - Acapulcoiti
  - Branhiniti
  - Lodraniti
  - Winonaiti

Meteoriti porijeklom s asteroida 4 Vesta spadaju u HED grupu (vrste: Howearditi, Eucriti, Diogeniti). Neki meteoriti s Marsa spadaju u SCN grupu (vrste: Shergottiti, Nakhliti, Chassigniti i Orthopyroxeniti).

## Poveznice
- Meteoriti
- Kameni meteoriti
- Kondriti